# Марковичі (Гомельський район)
Марковичі (біл. Маркавічы) — село, центр Марковицької сільради Гомельського району Гомельської області Білорусі.

## Географія

### Розташування
В 4 км від залізничної станції Кравцовка (на лінії Гомель — Чернігів), 35 км на південний схід від Гомеля.

## Гідрографія
Річка Биковка (притока річки Немильня).

## Транспортна мережа
Автодорога Будище — Гомель. 
Планування складається з прямолінійної вулиці, орієнтованої з південного заходу на північний схід, перехрещеної на 3 короткою прямолінійною вулицею. Забудова двостороння, переважно дерев'яна, садибного типу. 
У 1986 році побудовано 106 цегляних будинків котеджного типу, в яких розмістилися переселенці із забруднених радіацією місць в результаті аварії на Чорнобильській АЕС.

## Історія

### У складі Великого князівства Литовського
За письмовими джерелами відоме з XVI століття як село в Речицькому повіті Мінського воєводства Великого князівства Литовського, великокнязівська власність. 
Вперше згадується в 1562 — 1571 роках в матеріалах про уточнення меж між Великим князівством Литовським і Чернігівським князівством. 
У 1640-х роках згідно з інвентарем Гомельського староства село, 6 димів, 11 волів, 11 коней. У 1729 році побудована дерев'яна Свято-Михайлівська церква. У 1771 році в селі розміщувалася митниця і корчма на 17 постояльців.

### У складі Російської імперії
Після Першого поділу Речі Посполитої (1772) в складі Російської імперії. 
У 1791 році замість зношеної побудовано нова дерев'яна будівля церкви. У 1820 році почала роботу школа. Центр Марковицькій волості (до 9 травня 1923 року) Білицького, з 1852 року Гомельського повіту Могилевської, з 26 квітня 1919 року Гомельської губернії. До складу волості в 1890 році входили 16 хуторів із загальною чисельністю тисяча чотириста п'ятдесят два двори. 
З 1776 року у володінні графа Петра Олександровича Рум'янцева-Задунайського, з 1834 року — князя Івана Федоровича Паскевича. У 1816 році в складі Миколаївської економії Гомельського маєтку. У 1822 — 1825 роках побудована стара дерев'яна цегляна церква (архітектор Дж. Кларк). У 1824 році діяла церковноприходська школа (27 учнів). У сільському народному училищу в 1856 році навчалися 32 хлопчики, в 1867 році 52 хлопчики та 7 дівчаток. У 1882 році 5 вітряних млинів, 20 лавок, 2 заїжджих двори, церква, 2 єврейські молитовні будинки, волосне правління. Згідно з переписом 1897 року розташовувалися: церква, народне училище, хлібозапасний магазин, трактир. У 1914 році побудовано 2-поверхова шкільна будівля. 
У 1909 році 4411 десятин землі.

### У складі БРСР (СРСР)
У 1926 році діяли поштовий пункт, початкова школа, відділення споживчої кооперації, хата-читальня, деревообробна артіль. З 8 грудня 1926 року центр Марковицької сільради Носовицького, з 4 серпня 1927 року Тереховського, з 25 грудня 1962 року Добруського, з 18 січня 1965 року Гомельського районів Гомельського округу (до 26 липня 1930 року) з 20 лютого 1938 року Гомельської області. У 1930 році організований колгосп «Червоний стяг», працювали 2 вітряні млини, кузня, гончарна артіль.

#### Німецько-радянська війна
Під час німецько-радянської війни в боях за село загинуло 69 радянських солдатів (поховані в братській могилі на північно-східній околиці). Звільнена 27 вересня 1943 року. На фронтах і в партизанській боротьбі загинули 164 жителі, в пам'ять про яких в 1968 році поблизу клубу встановлено обеліск.

#### Післявоєнні роки
У 1959 році — центр колгоспу «Червоний стяг». Розташовані швейна майстерня, середня школа, Будинок культури, бібліотека, амбулаторія, аптека, дитячий садок, відділення зв'язку, їдальня, 3 магазини, комплексний приймальний пункт побутового обслуговування населення.
До складу Марковицької сільради входило до 1974 року селище Керамік, що нині не існує.

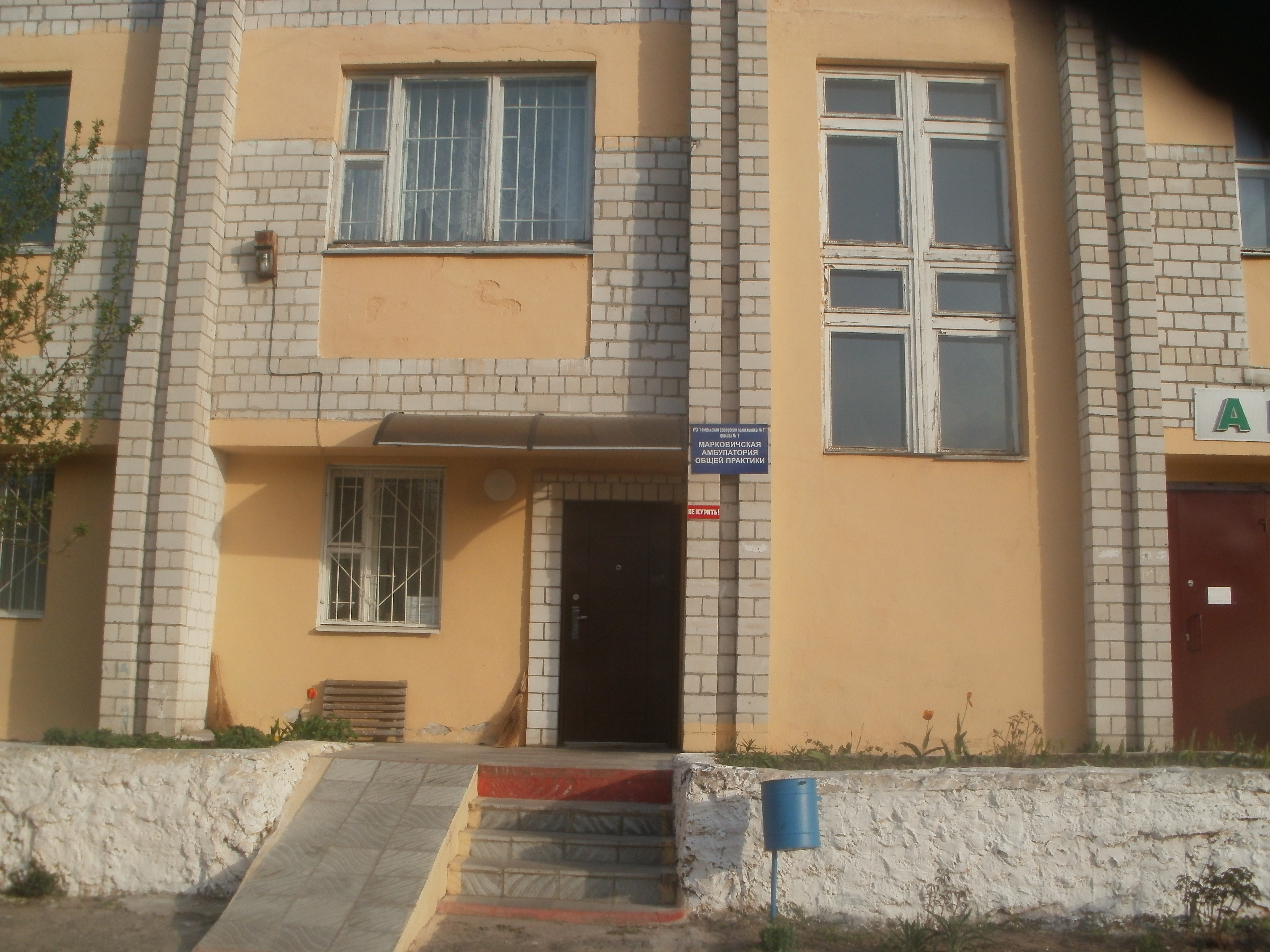
Марковицька амбулаторія

## Населення

### Чисельність
- 2004 — 367 господарств, 887 жителів.

### Динаміка

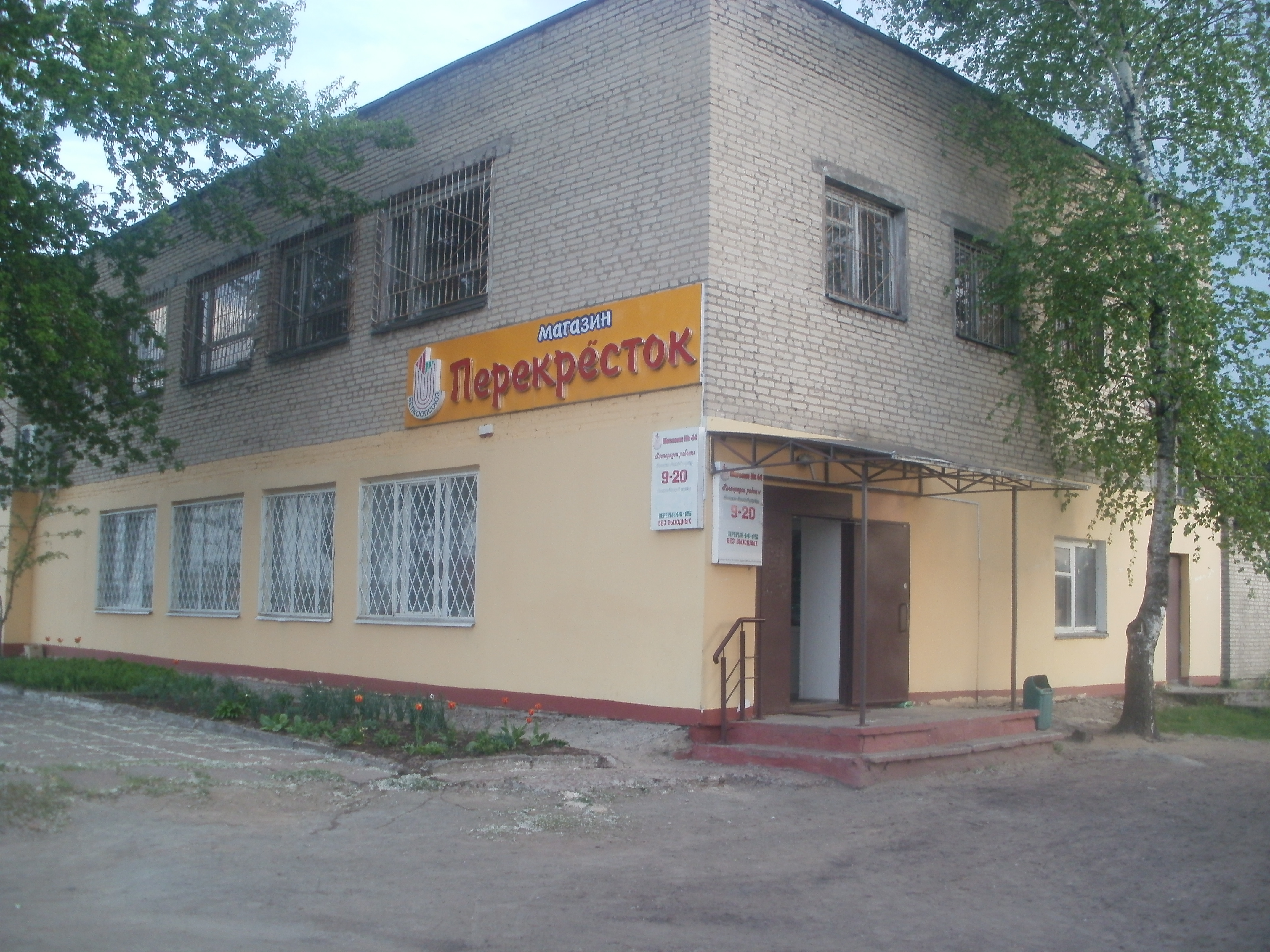
Один з магазинів Марковичів

## Відомі уродженці
- П. С. Новіков — комісар Круглянської воєнно-оперативної групи партизанського руху під час німецько-радянської війни в Могильовській області.
- Т. В. Мельченко — білоруська поетеса.
- Т. В. Циганкова — білоруська поетеса.